# Cnephasia alfacarana
Cnephasia alfacarana es una especie de polilla perteneciente al género Cnephasia, categorizada en la tribu Cnephasiini, de la subfamilia Tortricinae.

## Distribución
Se distribuye por España.

## Taxonomía
Fue descrita por Razowski en 1958 y publicada por primera vez en Acta zool. cracov. 2: 578.